# Сан-Жоржи-ду-Патросиниу
Сан-Жоржи-ду-Патросиниу (порт. São Jorge do Patrocínio) — муниципалитет в Бразилии, входит в штат Парана. Составная часть мезорегиона Северо-запад штата Парана. Входит в экономико-статистический микрорегион Умуарама. Население составляет 4732 человека на 2006 год. Занимает площадь 404,689 км². Плотность населения — 11,7 чел./км².
Праздник города — 22 июня.

## История
Город основан 22 июня 1981 года.

## Статистика
- Валовой внутренний продукт на 2003 год составляет 40 337 303,00 реалов (данные: Бразильский институт географии и статистики).
- Валовой внутренний продукт на душу населения на 2003 год составляет 7215,98 реалов (данные: Бразильский институт географии и статистики).
- Индекс развития человеческого потенциала на 2000 год составляет 0,708 (данные: Программа развития ООН).

## География
Климат местности: субтропический. В соответствии с классификацией Кёппена, климат относится к категории Cfa.